# Ventriloquist Cat
Кот-чревовещатель (англ. Ventriloquist Cat) — короткометражный мультипликационный фильм, снятый Тексом Эвери на MGM в 1950 году. Автор сценария Рич Хоган, композитор Скотт Брэдли, продюсер Фред Куимби.

## Сюжет
Камера показывает нам уличного кота, много раз пишущего на заборе надпись «Я ненавижу собак!». Это замечает бульдог Спайк и сердится. И когда кот случайно пишет эту надпись на животе у Спайка, он приходит в ужас, поспешно стирает обидные слова и убегает, а пёс бросается за ним вдогонку. Забежав за угол, кот достаёт из мусорного бака испорченные овощи и бросает их в лицо Спайку, заставляя того выглядеть похожим на клоуна (пёс же от этого приходит в некоторое недоумение и не бросается сразу за котом). Сам же он прячется в ящике с надписью «Отборные розыгрыши», стоящем недалеко отсюда, возле магазина магии. Там ему попадается на глаза коробка, на которой написано «Стань чревовещателем!», в которой находится прибор чревовещания. В инструкции указано, что если этот прибор положить в рот и затем «выстрелить» голосом в какой-нибудь предмет, то последний «заговорит». Кот испытывает его действие на мусорном баке, а затем решает поиздеваться над Спайком, для чего «стреляет» своим голосом в колокол на башне. Спайк, оправившийся от потрясения, слышит это и по лестнице взбирается на колокольню. Видя «говорящий» колокол, он, зловеще усмехнувшись, забирается внутрь него. В этот момент кот бьёт по колоколу кувалдой, колокол со звоном разлетается на куски, а бульдог весь трясётся от этого звона.
Основная часть фильма посвящена тому, как кот с помощью своего чревовещательного приборчика и подручных средств всячески изводит бедного пса, заманивая его в свои ловушки и ставя в неловкое положение.
Но уже ближе к концу Спайк идёт на хитрость — он притворяется милой кошечкой, надев на себя фальшивые кошачьи голову и хвост. Кот сначала заигрывает с лже-кошкой, но обман пса раскрывается, и вновь начинается погоня. Случайно пробежав мимо своры спящих бродячих собак, кот будит их, но успевает завернуть за угол, и когда туда прибывает Спайк, он видит только своих проснувшихся собратьев. Хитрый кот из своего укрытия заставляет бульдога «помяукать» и собаки начинают выражать недовольство. Спайк снимает с себя маскировку и пытается доказать, что он тоже собака, но опять «мяукает» и разозлённые собаки бросаются за ним в погоню. Они загоняют его на телеграфный столб. Кот, видя это, вытаскивает свой прибор изо рта и разражается смехом. Собаки, услышав смех, устремляются к коту. Тот, увидев перед собой оскаленные морды собак, удирает от них, они — за ним. Спасаясь от взбешённой своры, он взбирается на столб и несколько секунд дразнит собак и корчит им рожи. Но тут он случайно замечает, что на этом же столбе находится недовольный Спайк! Кот бросается вниз, но собаки лаем заставляют его вернуться наверх, а оттуда Спайк гонит его обратно. Потом камера отдаляется, и мы видим, что кот и днём и ночью вынужден бегать вверх-вниз. Его шутка обернулась против него самого.

## Актёры озвучивания (не указаны в титрах)
- Билл Томпсон — бульдог Спайк
- Кларенс Нэш — Кот